# Сайерс, Эдгар
Эдгар Сайерс (англ. Edgar Morris Wood Syers; 18 марта 1863 — 16 февраля 1946) — фигурист из Великобритании, бронзовый призёр чемпионата мира 1899 года в мужском одиночном катании, бронзовый призёр Олимпийских игр 1908 года в парном катании.

## Биография
В 1899 году Эдгар Сайерс женился на фигуристке Медж Кейв, которую он тренировал. В 1908 году, возрасте 45 лет, вместе с женой завоевал бронзовую медаль в парном катании на Олимпиаде. В 1906 году был судьёй на чемпионате Европы по фигурному катанию.

## Спортивные достижения

### Мужчины
| Соревнования/Сезоны | 1899 |
| ------------------- | ---- |
| Чемпионаты мира     | 3    |

### Пары
(с Флоренц Мадлен Сайерс)
| Соревнования/Сезоны | 1908 |
| ------------------- | ---- |
| Зимние Олимпиады    | 3    |